# Beabadoobee
Beatrice Ilejay Laus (* 3. Juni 2000 in Iloilo City, Philippinen), mit Künstlernamen Beabadoobee, ist eine britische Singer-Songwriterin. International bekannt wurde sie 2020 durch ihre Beteiligung am Hit Death Bed (Coffee for Your Head) des kanadischen Rapper Powfu.

## Biografie
Geboren wurde Beatrice Laus am 3. Juni 2000 auf den Philippinen, kam aber mit drei Jahren nach England. Aufgewachsen ist sie im Londoner Bezirk Camden. In ihrer Kindheit bekam sie Geigenunterricht. Mit 17 Jahren brachte sie sich Gitarre bei und ihre erste Aufnahme eines eigenen Songs mit dem Titel Coffee, veröffentlicht als Beabadoobee, bekam gleich so viel Aufmerksamkeit, dass sie das Label Dirty Hit Anfang 2018 unter Vertrag nahm. Im selben Jahr veröffentlichte sie zwei selbst eingespielte EPs angelehnt an den Indie- und Alternative-Rock der 1990er Jahre. 2019 wurde ihr Stil professioneller und bei der EP Loveworm arbeitete sie mit Studiomusikern und mit Peter Robinson von den Vaccines als Produzenten. Im Herbst folgte die EP Space Cadet und später eine Coverversion von Don’t You Forget About Me von den Simple Minds.
Inzwischen hatte sie die Musikpresse als Newcomerin entdeckt und Anfang 2020 wurde ihr der Durchbruch prognostiziert. Sie bekam den NME Radar Award und gehörte beim Sound of 2020 der BBC und dem Rising Star Award bei den BRIT Awards zu den Nominierten. Zu internationaler Bekanntheit verhalf ihr aber erst der kanadische Rapper Powfu, der bei seinem Song Death Bed ein Sample ihres Debütsongs Coffee verwendete und damit im Videokanal TikTok erfolgreich war. Die Singleveröffentlichung, bei der sie als Mitinterpretin genannt wurde, wurde ein internationaler Charthit, der in einigen asiatischen Ländern wie Singapur und Malaysia sogar Platz 1 erreichte.
Im Oktober 2020 veröffentlichte Beabadoobee ihr Debütalbum Fake It Flowers, erneut mit Pete Robertson als Produzent, und schaffte damit eine Top-10-Platzierung in Großbritannien.

## Diskografie
Alben
- Fake It Flowers (2020)
- Beatopia (2022)
- This Is How Tomorrow Moves (2024)

EPs
- Lice (2018)
- Patched Up (2018)
- Loveworm (2019)
- Space Cadet (2019)
- Our Extended Play (2021)

Singles
- Coffee (2017)
- The Moon Song (2017)
- Susie May (2018)
- Dance with Me (2018)
- If You Want To (2019)
- Disappear (2019)
- She Plays Bass (2019)
- I Wish I Was Stephen Malkmus (2019)
- Care (2020)
- Sorry (2020)
- Worth It (2020)
- How Was Your Day? (2020)
- Together (2020)
- Cologne (2021)
- Glue Song (2023, US: Gold)

## Auszeichnungen für Musikverkäufe
| Silberne Schallplatte - Vereinigtes Königreich - 2024: für das Lied The Perfect Pair Goldene Schallplatte - Belgien - 2020: für die Single Death Bed - Vereinigte Staaten - 2024: für das Lied The Perfect Pair Platin-Schallplatte - Brasilien - 2023: für die Single Death Bed - Dänemark - 2021: für die Single Death Bed - Spanien - 2024: für die Single Death Bed 2× Platin-Schallplatte - Italien - 2021: für die Single Death Bed - Polen - 2021: für die Single Death Bed - Portugal - 2021: für die Single Death Bed - Schweden - 2021: für die Single Death Bed | 3× Platin-Schallplatte - Australien - 2020: für die Single Death Bed 4× Platin-Schallplatte - Mexiko - 2022: für die Single Death Bed - Neuseeland - 2024: für die Single Death Bed 5× Platin-Schallplatte - Kanada - 2021: für die Single Death Bed Diamantene Schallplatte - Frankreich - 2022: für die Single Death Bed |

Anmerkung: Auszeichnungen in Ländern aus den Charttabellen bzw. Chartboxen sind in ebendiesen zu finden.
| Land/RegionAuszeichnungen für Musikverkäufe (Land/Region, Auszeichnungen, Verkäufe, Quellen) | Silber     | Gold     | Platin       | Diamant  | Verkäufe  | Quellen               |
| -------------------------------------------------------------------------------------------- | ---------- | -------- | ------------ | -------- | --------- | --------------------- |
| Australien (ARIA)                                                                            | —          | —        | 3× Platin3   | —        | 210.000   | aria.com.au           |
| Belgien (BRMA)                                                                               | —          | Gold1    | —            | —        | 20.000    | ultratop.be           |
| Brasilien (PMB)                                                                              | —          | —        | Platin1      | —        | 40.000    | pro-musicabr.org.br   |
| Dänemark (IFPI)                                                                              | —          | —        | Platin1      | —        | 90.000    | ifpi.dk               |
| Deutschland (BVMI)                                                                           | —          | Gold1    | —            | —        | 200.000   | musikindustrie.de     |
| Frankreich (SNEP)                                                                            | —          | —        | —            | Diamant1 | 333.333   | snepmusique.com       |
| Italien (FIMI)                                                                               | —          | —        | 2× Platin2   | —        | 140.000   | fimi.it               |
| Kanada (MC)                                                                                  | —          | —        | 5× Platin5   | —        | 400.000   | musiccanada.com       |
| Mexiko (AMPROFON)                                                                            | —          | —        | 4× Platin4   | —        | 240.000   | amprofon.com.mx       |
| Neuseeland (RMNZ)                                                                            | —          | —        | 4× Platin4   | —        | 120.000   | radioscope.co.nz      |
| Polen (ZPAV)                                                                                 | —          | —        | 2× Platin2   | —        | 50.000    | olis.pl               |
| Portugal (AFP)                                                                               | —          | —        | 2× Platin2   | —        | 20.000    | Einzelnachweise       |
| Schweden (IFPI)                                                                              | —          | —        | 2× Platin2   | —        | 160.000   | sverigetopplistan.se  |
| Schweiz (IFPI)                                                                               | —          | —        | Platin1      | —        | 20.000    | hitparade.ch          |
| Spanien (Promusicae)                                                                         | —          | —        | Platin1      | —        | 60.000    | elportaldelmusicas.es |
| Vereinigte Staaten (RIAA)                                                                    | —          | 2× Gold2 | 5× Platin5   | —        | 6.000.000 | riaa.com              |
| Vereinigtes Königreich (BPI)                                                                 | 4× Silber4 | —        | 2× Platin2   | —        | 1.720.000 | bpi.co.uk             |
| Insgesamt                                                                                    | 4× Silber4 | 4× Gold4 | 35× Platin35 | Diamant1 |           |                       |